# Liste der Werke von Valentino Fioravanti
Die Liste basiert umfasst die musikalischen Werke von Valentino Fioravanti. Sie basiert auf den Angaben bei Grove Music Online und Corago.

## Opern
- Le avventure di Bertoldino, o sia La dama contadina, intermezzi per musica; Karneval 1784, Rom, Teatro Ornani[3]
- La fuga avventurata, o siano I viaggiatori ridicoli, farsetta per musica; Karneval 1787, Rom, Teatro della Pace[4]
- Il re dei Mori, intermezzo; Karneval 1787, Rom, Teatro della Pace[5]
- I tre Orfei, intermezzi per musica; Herbst 1787, Rom, Teatro della Pace[6]
- Gl’inganni fortunati, commedia per musica; Libretto: Giuseppe Pagliuca de’ Paleari; 31. Januar 1788, Neapel, Teatro del Fondo[7]
- Il gentiluomo di Manfredonia, farsa; Januar 1789, Rom, Teatro Capranica; 1791 in Spoleto[8]
- Il selvaggio di California, farsetta per musica; Libretto: Angelo Lungi; 27. Dezember 1789, Rom, Teatro detto della Pallacorda di Florenz[9]
- Il fabbro parigino, o sia La schiava fortunata, farsetta per musica; Libretto: Luigi Romanelli; Karneval 1791 (Grove Music zufolge bereits 1789), Rom, Teatro Capranica; 1791 in Rom und Florenz, 1792 in Recanati, 1796 in Neapel, 1797 in Turin, 1799 in Livorno, 1808 in Vitterbo[10]
- Con i matti il savio la perde, ovvero Le pazzie a vicenda, dramma giocoso; 25. April 1791, Florenz, Teatro della Pergola[11]
- La famiglia stravagante (auch Gli amanti comici ossia La famiglia in scompiglio oder La famiglia sconcerto), farsetta per musica; Libretto: Giuseppe Petrosellini; 3. Februar 1792, Rom, Teatro Capranica; 1797 in Genua und Vicenza, 1798 in Mailand und Florenz, 1799 Venedig, 1800 in Padua, 1803 in Genua[12]
- L’alchimista deluso, dramma giocoso per musica; Frühling 1792, Rom, Teatro delle Dame[13]
- L’audacia fortunata, commedia per musica; Libretto: A. Fiore; Herbst 1793, Neapel, Teatro del Fondo; 1796 in Messina und Lissabon[14]
- L’amore immaginario, commedia per musica; Libretto: Gaetano Gasbarri; Sommer 1794, Neapel, Teatro Nuovo; 1795 in Palermo, 179 in Bergamo, 1798 in Mailand, 1799 in Udine, 1801 in Turin[15]
- Le vicende amorose, commedia per musica; Libretto: Giambattista Neri; 1794 (Grove Music zufolge bereits 1784), Neapel, Teatro di S. Ferdinando a Pontenuovo[16]
- I matrimoni per magia, commedia per musica; Herbst 1794, Neapel, Teatro del Fondo; 1796 in Messina, 1797 in Neapel[17]
- La fiera disturbata, farsa per musica; Karneval 1795 (Grove Musik zufolge erst 1808), Neapel, Teatro S. Ferdinando a Pontenuovo[18]
- L’astuta in amore, ossia Il furbo malaccorta, commedia per musica; Libretto: Giuseppe Palomba; Frühling 1795, Neapel, Teatro Nuovo; 1796 in Mailand, Ferrara und Treviso, 1797 in Bergamo und Lissabon, 1801 in Turin, 1803 in Neapel[19]
- Liretta e Giannino, commedia per musica; Libretto: Francesco Saverio Zini; 22. August 1795, Neapel, Teatro dei Fiorentini; 1797 und 1800 in Genua, 1800 in Vicenza[20]
- La cantatrice bizzarra, farsetta per musica; 26. Dezember 1795, Rom, Teatro Capranica[21]
- I viaggiatori amanti, dramma giocoso per musica; Libretto: Pasquale Mililotti; 25. Januar 1796, Rom, Teatro Apollo[22]
- I puntigli per equivoco, commedia per musica; Libretto: Gaetano Gasbarri; Frühling 1796, Neapel, Teatro dei Fiorentini; 1797 in Palermo, 1798 in L’Aquila, 1804 in Neapel und Sassuolo, 1806 in Lissabon, 1807 in Florenz und Mailand, 1810 in Palermo[23]
- Il furbo contro al furbo (auch Il furbo contro il furbo, Il ciabattino ringentito, L’arte contro l’arte, Chi la fa, chi la disfa e chi l’imbroglia oder Il ciabattino incivilito), commedia per musica; Libretto: Valentino Fioravanti (?) nach Alain-René Lesages Crispin rival de son maître; 29. Dezember 1796, Venedig, Teatro San Samuele; 1797 in Neapel, Livorno, Turin, Triest, Wien, Luca und Padua, 1798 in Parma, Mailand, Florenz, Genua, Lodi, Udine und Ancona, 1799 in Cremona, 1800 in Ferrara, Modena und Lissabon, 1802 in Fano und Triest, 1803 in Bergamo, Jesi und Conegliano, 1804 in Modena und Ragusa, 1805 in Fermo, 1806 in Reggio Emilia, 1808 in London, 1810 in Genua, 1813 in Pavia[24]
- L’impresario in angustie; Libretto: Giuseppe Maria Diodati; 1797, Neapel, Teatro dei Fiorentini[25]
- L’innocente ambizione, commedia per musica; Libretto: Gaetano Gasbarri; Frühling 1797, Neapel, Teatro dei Fiorentini; 1808 in Palermo[26]
- L’amor per interesse, commedia per musica; Libretto: Gaetano Gasbarri; 15. November 1797, Neapel, Teatro del Fondo; 1800 in Messina[27]
- La fiera di Senigallia, farsa (möglicherweise identisch mit La fiera disturbata); Libretto: Giovanni Dolfin nach Sebastiano Nasolinis Il medico di Lucca; 10. Dezember 1797, Venedig, Teatro San Samuele[28]
- L’amore a dispetto, commedia per musica; Libretto: Giuseppe Palomba; April 1798, Neapel, Teatro dei Fiorentini; 1800 in Palermo und Zara, 1801 in Livorno und Florenz, 1806 in Neapel, 1809 in Vicenza und Florenz, 1811 in Modena und Genua, 1812 in Lucca, 1814 in Turin[29]
- Le cantatrici villane (auch Le virtuose ridicole oder Die Sängerinnen auf dem Lande), commedia per musica; Libretto: Giuseppe Palomba; Januar 1799, Neapel, Teatro dei Fiorentini; viele weitere Produktionen bis 1835, 1869 in Triest, 1870 in Neapel[30]
- Lo sposo senza moglie, commedia per musica; Libretto: Giuseppe Palomba; 1799, Neapel, Teatro dei Fiorentini; 1800 in Palermo und Messina[31]
- Griselda; Libretto: Antonio Palomba; Karneval 1800, Palermo, Teatro di Santa Cecilia[32]
- Cillenio pastore, componimento drammatico; Libretto: Giuseppe Pagliuca De’ Paleari; Karneval 1800, Neapel, Palazzo Reale[33]
- I contrasti d’amore, opera buffa; Fastenzeit 1800, Turin, Teatro Carignano
- L’ambizione punita, commedia per musica; Libretto: Giuseppe Palomba; Frühling 1800, Neapel, Teatro dei Fiorentini; 1807 in Siena, 1810 in Neapel[34]
- L’avaro, commedia per musica; Libretto: Giovanni Bertati; Sommer 1800, Neapel, Teatro Nuovo[35]
- Il villano in angustie, dramma giocoso; Libretto: Filippo Cammarano; Frühling 1801, Neapel, Teatro Nuovo; 1805 in Lissabon, 1809 in Neapel[36]
- L’inganno cade sopra l’ingannatore, dramma giocoso per musica; Libretto: Giuseppe Petrosellini; 12. September 1801, Rom, Teatro Valle; 1803 in Florenz und Macerata, 1804 als Sopra l’ingannator cade l’inganno in Florenz[37]
- Amore e destrezza, ossia I contratempi superati dall’arte, farsa giocosa per musica; Libretto: Giuseppe Maria Foppa; 28. Dezember 1801, Venedig, Teatro San Moisè; 1806 in Florenz[38]
- Amore aguzza l’ingegno, farsa giocosa per musica; Libretto: Giuseppe Maria Foppa; 3. Februar 1802, Venedig, Teatro San Moisè; 1806 in Florenz, 1808 in Vicenza und Padua[39]
- La trasformazione immaginaria, dramma giocoso per musica; Libretto: Domenico Mantile; Herbst 1802, Turin, Teatro Regio[40]
- La capricciosa pentita (auch La capricciosa ravveduta, L’orgoglio avvilito, La sposa corretta, Capriccio e pentimento oder La sposa stravagante), melodramma giocoso; Libretto: Luigi Romanelli; 2. Oktober 1802, Mailand, Teatro alla Scala; viele weitere Produktionen bis 1823[41]
- L’orgoglio avvilito (auch La capricciosa corretta), dramma giocoso; Libretto: Luigi Romanelli; Karneval 1803, Mailand, Teatro alla Scala; im selben Jahr auch in Bergamo und Lissabon, 1806 in Porto[42]
- La schiava di due padroni, melodramma giocoso; Libretto: Luigi Romanelli; 15. März 1803, Mailand, Teatro alla Scala[43]
- La figlia d’un padre, opera buffa; Herbst 1803, Lissabon, Teatro de São Carlos[44]
- Il matrimonio per susurro, dramma giocoso; Libretto: Gaetano Sertor und Giuseppe Caravita; Herbst 1803, Lissabon, Teatro de São Carlos; 1810 als The Marriage by Noise in London[45]
- La pulcella di Rab, dramma per musica; Libretto: Antonio Simone Sografi und Giuseppe Caravita; Karneval 1804, Lissabon, Teatro de São Carlos[46]
- Le astuzie fallaci, dramma giocoso per musica; Libretto: Giovanni Bertati und Giuseppe Caravita; Frühling 1804, Lissabon, Teatro de São Carlos[47]
- Camilla, ossia La forza del giuramento, dramma per musica; Libretto: Giuseppe Caravita und Andrea Leone Tottola (?) nach Benoît-Joseph Marsollier des Vivetières und Giuseppe Carpani; Herbst 1804, Lissabon, Teatro de São Carlos; 1810 in Neapel und Mailand, 1814 in Palermo, 1815 als Camilla, ossia Il sotterraneo in Chieti, 1817 in Rom, 1820 in Neapel[48]
- Le gemelle, dramma giocoso; Libretto: Giuseppe Palomba und Giuseppe Caravita; Herbst 1804, Lissabon, Teatro de São Carlos[49]
- Sono quattro e paion dieci, ossia Per amor si fa tutto, opera buffa; Libretto: Giuseppe Caravita; Winter 1805, Lissabon, Teatro de São Carlos[50]
- La dama soldato, dramma giocoso per musica; Libretto: Caterino Mazzolà und Giuseppe Caravita; 2. Dezember 1805, Lissabon, Teatro de São Carlos; 1809 in Amsterdam[51]
- Il notaro, dramma giocoso; Herbst 1806, Lissabon, Teatro de São Carlos
- Il bello piace a tutti, opera buffa; Libretto: Jacopo Ferretti; 1806, Neapel, Teatro Nuovo; 1810 in Rom, 1812 in Dresden, 1814 in Bologna[52]
- L’incognito, dramma giocoso per musica; Libretto: Giuseppe Caravita und Giuseppe Maria Foppa; 3. Oktober 1806, Lissabon, Teatro de São Carlos[53]
- I virtuosi ambulanti, opera buffa; Libretto: Luigi Balocchi nach Louis-Benoît Picards Les comédiens ambulants; 26. September 1807, Paris, Théâtre-Italien; 1808 als La virtuosa in puntiglio in London, 1811 als I soggetti di teatro in Florenz, 1816 in Neapel, 1820 in Dresden[54]
- I raggiri ciarlataneschi, commedia per musica; Libretto: Giuseppe Palomba; Karneval 1808, Neapel, Teatro dei Fiorentini[55]
- Lo sposo che più accomoda, commedia per musica; Libretto: Giuseppe Palomba; Sommer 1808, Neapel, Teatro dei Fiorentini; 1817 in Mailand[56]
- Il giudizio di Paride, ossia I rivali ridicoli, dramma giocoso per musica; Libretto: Filippo Tarducci; 28. Dezember 1808, Rom, Teatro Valle; 1820 in Varese[57]
- La bella carbonara, commedia per musica; Libretto: Giuseppe Palomba; 22. April 1809, Neapel, Teatro dei Fiorentini; 1812 in Palermo, 1815 in Messina[58]
- Didone, dramma serio per musica; Libretto: Jacopo Ferretti nach Pietro Metastasio; 9. Juni 1810, Rom, Teatro Valle[59]
- Semplicità ed astuzia, ossia La serva ed il parrucchiere, commedia per musica; Libretto: Andrea Leone Tottola; 21. November 1810, Neapel, Teatro Nuovo[60]
- Amore ed avarizia, burletta per musica; Libretto: Andrea Leone Tottola; 26. Dezember 1810, Rom, Teatro Valle[61]
- Nardone e Nanetta, opera buffa (zusammen mit Francesco Gardi); 26. Dezember 1810, Faenza, Remoti[62]
- Le nozze per puntiglio, farsa per musica; Januar 1811, Neapel, Nuovo[63]
- I due sciocchi burlati, opera buffa; Mai 1811, Mailand, Teatro di Santa Radegonda[64]
- Raoul signore di Créqui, melodramma eroicomico; Libretto: Andrea Leone Tottola nach Jacques Marie Boutet; Herbst 1811, Neapel, Teatro Nuovo; 1815 in Messina, 1816 in Palermo[65]
- La foresta di Hermandstad, melodramma eroicomico; Libretto: Andrea Leone Tottola; 1812, Neapel, Teatro Nuovo[66]
- Adelaide maritata (auch Comingio pittore oder Adelaide e Comingio), melodramma (Teil 2 der Trilogie „Adelaide e Comingio“); Libretto: Andrea Leone Tottola nach Giacomo Antonio Gualzetti; 10. Mai 1812, Neapel, Teatro Nuovo; bereits 1790 in Chieti (?), 1813 in Florenz, 1814 in Palermo, Ancona und Messina, 1815 in Arezzo, 1828 in Mailand[67]
- Elisa, dramma per musica; Libretto: Gaetano Rossi; 13. August 1812, Palermo, Teatro Carolino[68]
- Nefte, componimento lirico-tragico per musica; Libretto: Filidemo Liciense; 18. April 1813, Neapel, Teatro San Carlo[69]
- L’africano generoso, dramma semiserio per musica; Libretto: Giovanni Schmidt; 2. Januar 1814, Neapel, Teatro San Carlo[70]
- Gli inganni ed amore, commedia per musica; Libretto: Giuseppe Palomba; Frühling 1814, Neapel, Teatro dei Fiorentini[71]
- Adelson e Salvini, dramma per musica; Libretto: Andrea Leone Tottola; Karneval 1816, Neapel, Teatro dei Fiorentini[72]
- Le nozze in campagna, commedia in musica; Libretto: Giuseppe Palomba; 1816, Palermo, Teatro Carolino[73]
- Il solitario di Posilippo, dramma per musica; Libretto: Andrea Leone Tottola; Winter 1816, Neapel, Teatro dei Fiorentini[74]
- La morte di Adelaide (auch Comingio eremita oder La religione trionfante), azione tragi-comica (Teil 3 der Trilogie „Adelaide e Comingio“); Libretto: Andrea Leone Tottola nach Giacomo Antonio Gualzetti; Passionszeit 1817, Neapel, Teatro dei Fiorentini; 1819 in Palermo, 1829 in Messina[75]
- La contessa di Fersen (auch La moglie di due mariti), melodramma; Libretto: Michelangelo Prunetti; 14. Oktober 1817, Rom, Teatro Valle; 1818 in Mailand, 1819 in Ascoli, 1820 in Neapel, 1829 in Rom[76]
- Gli amori di Adelaide e Comingio, dramma per musica (Teil 1 der Trilogie „Adelaide e Comingio“); Libretto: Andrea Leone Tottola nach Giacomo Antonio Gualzetti; Passionszeit 1818, Neapel, Teatro dei Fiorentini[77]
- Il pericolo di Enrico IV al Passo della Marna, melodramma faceto; Libretto: Bartolomeo Signorini; 9. September 1818, Rom, Teatro Valle[78]
- L’impresario per amore, farsa; 10. August 1819, Venedig, Teatro San Luca[79]
- Paolina e Susetta, dramma giocoso per musica; Herbst 1819, Neapel, Teatro Nuovo[80]
- La contadina fortunata, opera buffa; Libretto: Andrea Leone Tottola; 23. November 1820, Rom, Teatro Valle
- Il ciabattino, dramma per musica; Libretto: Andrea Leone Tottola; Herbst 1822, Neapel, Teatro Nuovo[81]
- La donna di genio bizzarro, opera buffa; 1823[82]
- Ogni eccesso è vizioso, dramma giocoso per musica; Libretto: Andrea Leone Tottola; Karneval 1824, Neapel, Teatro Nuovo[83]
- Il ritorno di Giuditta in Betulia, cantico trionfale; Libretto: Giovanni Battista Rasi[84]

Musik in Pasticcio-Opern, Opern anderer Komponisten und Bearbeitungen
- La fedeltà tra le selve, dramma giocoso per musica (zusammen mit Francesco Bianchi); Libretto: Giovanni Bertati; Frühling o Sommer 1789, Rom, Teatro Valle[85]
- Bearbeitung von Domenico Cimarosas I due baroni di Rocca Azzurra; 1802
- Bearbeitung von Giovanni Paisiellos L’inganno felice; 1804
- Il piccolo compositore di musica, farsa (mit Musik von Johann Simon Mayr, Sebastiano Nasolini, Stefano Pavesi u. a.); 1806, Venedig, Teatro San Moisè; 1811 in Bergamo[86]
- Il fanatico per la musica, comic interlude (Pasticcio); Libretto: Giuseppe Caravita; 1818, London, King’s Theatre am Haymarket[87]
- Delmira e Zamori, dramma per musica (mit Musik von Giuseppe Nicolini und Gioachino Rossini); 19. August 1826, Neapel, Teatro San Carlo[88]
- Un curioso stratagemma, commedia per musica (mit Musik vieler anderer Komponisten); Libretto: Andrea Passaro; Frühling 1838, Neapel, Teatro Nuovo[89]

## Geistliche Werke
- Messen
- Misereres
- Litaneien
- viele weitere Werke

## Sonstige Vokalwerke
- La vera felicità; Kantate; Libretto: Valentino Fioravanti; 1799, Neapel, Teatro dei Fiorentini[90]
- L’oracolo di Cuma; Kantate; Libretto: Giovanni Schmidt; 18. Juni 1815, Neapel, Teatro San Carlo[91]
- vier Kanzonetten für Mezzosopran, Harfe und Basso continuo
- drei Divertimenti notturni für zwei Soprane und Basso continuo
- Destati un sol momento; canzonetta für zwei Soprane, Bass, Harfe und Basso continuo
- weitere Werke

## Instrumentalwerke
- Sinfonia composta per nobile Teatro S Samuele in Venezia
- weitere Werke